# مردم هادزا
مردم هادزا (به سواحلی:  Wahadzabe ) (انگلیسی: Hadza people)، یک گروه قومی بومی تانزانیایی از شکارچی-گردآورنده حفاظت شده هستند، که عمدتاً در بارای، یک بخش اداری در ناحیه شهرستان کاراتو در جنوب غربی منطقه استان آروشا مستقر هستند. آنها در اطراف حوضه دریاچه ایاسی در دره کافت شرق آفریقا و در فلات همسایه سرنگتی زندگی می‌کنند.
به‌عنوان نوادگان جمعیت شکارچی-گردآورندهٔ بومی تانزانیا پیش از گسترش بانتو، آن‌ها احتمالاً هزاران سال است که سرزمین کنونی خود را، با تغییر نسبتاً اندکی در شیوهٔ زندگی پایه‌ای‌شان تا قرن گذشته در اختیار داشته‌اند. آن‌ها هیچ خویشاوند ژنتیکی نزدیک شناخته‌شده‌ای ندارند. و زبان آن‌ها به‌عنوان یک زبان جدا (زبان مجزا) شناخته می‌شود.
از زمان اولین تماس اروپایی‌ها در اواخر قرن ۱۹، دولت‌ها و مبلغان مذهبی تلاش‌های زیادی برای اسکان هادزا با معرفی کشاورزی و مسیحیت انجام داده‌اند. این تلاش‌ها عمدتاً با شکست مواجه شده و بسیاری از هادزا همچنان زندگی مشابه اجداد خود را دنبال می‌کنند. از قرن ۱۸، هادزا تماس فزاینده‌ای با مردمان دامدار که وارد سرزمین هادزا شده‌اند، داشته‌اند که گاهی مواقع منجر به کاهش جمعیت آنها شده است. گردشگری و شکار سافاری (وحش گشتی) نیز در سال های اخیر بر آنها تأثیر گذاشته است.
مردم هادزا به‌طور سنتی در جوامع محدود یا «اردوگاه‌هایی» متشکل از حدود ۲۰ تا ۳۰ نفر زندگی می‌کنند و ساختار اجتماعی آن‌ها برابری‌خواهی و فاقد سلسله‌مراتب است. آن‌ها به‌طور سنتی عمدتاً از راه گردآوری غذا زندگی می‌کنند و رژیم غذایی‌شان بیشتر شامل عسل، غده‌های خوراکی، میوه و به‌ویژه در فصل خشک، گوشت است. تا سال ۲۰۱۵، بین ۱٬۲۰۰ تا ۱٬۳۰۰ نفر از مردم هادزا در تانزانیا زندگی می‌کردند. تنها حدود یک‌سوم از هادزای باقی‌مانده همچنان به‌طور کامل با گردآوری سنتی زندگی می‌کنند.

## زبان
زبان هادزا (هادزانه) که زمانی عمدتاً به دلیل داشتن صداهای نچ‌آوا در میان زبان‌های خویسان طبقه‌بندی می‌شد، اکنون به عنوان یک زبان تک‌خانواده در نظر گرفته می‌شود و با هیچ زبان دیگری ارتباط ندارد. هادزا زبانی کاملاً شفاهی است. یونسکو بیان می‌کند که این زبان آسیب‌پذیر است زیرا اکثر کودکان آن را یاد می‌گیرند، اما استفاده از آن به مناطق خاصی از زندگی، مانند خانه‌هایشان، محدود می‌شود. با این حال، پیش‌بینی نمی‌شود که در معرض خطر انقراض باشد. تسلط به هادزانه نیز مهم‌ترین عامل در تشخیص اینکه آیا کسی هادزا است یا خیر، در نظر گرفته می‌شود. در سال‌های اخیر، بسیاری از هادزا زبان سواحیلی، زبان ملی تانزانیا، را به عنوان زبان دوم آموخته‌اند.